# SpARCS1049+56
SpARCS1049+56 (per esteso SpARCS104922.6+564032.5) è un ammasso di galassie situato in direzione della costellazione dell'Orsa Maggiore alla distanza di circa 9,8 miliardi di anni luce dalla Terra.
L'ammasso è stato studiato con la Wide Field Camera 3 (WFC3) del Telescopio spaziale Hubble e utilizzando i dati dello Spitzer Adaptation of the red-sequence Cluster Survey (SpARCS) raccolti dal Telescopio spaziale Spitzer. Successivamente è stata ottenuta la conferma spettroscopica tramite il Multi-Object Spectrometer for Infrared Exploration (MOSFIRE) del telescopio Keck.
L'ammasso è costituito da 27 galassie che raggiungono complessivamente una massa equivalente a 400 trilioni di masse solari.
La particolarità di questo ammasso è che la galassia centrale dominante, che solitamente non produce più nuove stelle o la fa a ritmi piuttosto modesti, ma in questo caso ha un'insolita ed elevata attività di formazione stellare. Al centro dell'ammasso vi è una cosiddetta galassia di ammasso più luminosa (in inglese: Brightest Cluster Galaxy o BCG) che è attiva ad un ritmo di circa 800 nuove stelle all'anno (attualmente nella Via Lattea non si formano più di 1 o 2 nuove stelle all'anno).
Questo processo così elevato è risultato della fusione tra la galassia centrale ed una galassia più piccola il cui gas ha prodotto l'innesco per la formazione di nuovi astri.
Questo tipo di interazione tra galassie, nel cuore di un ammasso e che dà vita a nuove stelle, è chiamato wet merger.